# Stellaria lamberti
Stellaria lamberti is een slakkensoort uit de familie van de Xenophoridae. De wetenschappelijke naam van de soort is voor het eerst geldig gepubliceerd in 1871 door Souverbie.